# Agaricostilbomycetes
Classe
Les Agaricostilbomycetes sont une classe de champignons basidiomycètes.

## Liste des ordres
- Agaricostilbales